# Olaf Tufte
Olaf Tufte, född 27 april 1976 i Horten, är en norsk tävlingsroddare.
Vid OS i Aten 2004 vann han OS-guld i singelsculler. Han vann även guld i Peking 2008. Han har även ett OS-silver i dubbelsculler från OS i Sydney 2000, ett brons från OS i Rio 2016, samt två VM-guld från 2001 och 2003.
Efter sitt VM-guld 2001 fick han motta både Aftenpostens guldmedalj och Sportjournalisternas statyett två av Norges finaste idrottspriser. Han fick Fearnleys olympiske ærespris för sina insatser i OS 2008.